# Salabate Jangue
Mir Saíde Maomé Cã Sidiqui Baiafandi (Mir Sa'id Muhammad Khan Siddiqi Bayafandi), cujo título real era Salabate Jangue (Salabat Jung), foi o quarto nizã de Hiderabade entre 1751 e 1762, em sucessão a Muzafar Jangue (r. 1750–1751).